# Бауман, Александр Егорович
Александр Егорович Бауман (нем. Alexander Baumann; 31 марта [12 апреля] 1850, Ревель — 1915, Петроград) — российский скульптор, художник и педагог из балтийских немцев.

## Биография
Александр Егорович Бауман родился 12 апреля 1850 года в городе Ревеле в купеческий семье.
В 1866 году он начал учёбу в Российской Императорской Академии художеств, но, по состоянию здоровья, вынужден был уехать за границу, где с 1867 по 1872 год учился в Саксонской королевской академии в Дрездене и работал (с 1868 года) под руководством признанного мастера Иоганнеса Шиллинга. Среди его наставников был также профессор живописи Франц Карл Эдуард фон Гебхардт. 
В 1870 году Дрезденская академия художеств присудила Бауману малую серебряную медаль за представленную на выставки группу «Пастух с собакой», а в 1871 году — малую золотую медаль за группу в человеческий рост: «Танкред крестит умирающую Клоринду». 
Петербургская Академия художеств признала А. Е. Баумана классным художником 1-й степени за представленную им в Совет Академии группу на сюжет из поэмы «Освобожденный Иерусалим» (1873 год). 
Из других работ Баумана известны также Надгробный памятник (1887) и мраморный Бюст сына г. Гальнбек (мрамор., 1889).
Александр Егорович Бауман умер в 1915 году в городе Петрограде.